# Rakowa (Basses-Carpates)
Pour les articles homonymes, voir Rakowa.
Rakowa est une localité polonaise de la gmina de Tyrawa Wołoska, située dans le powiat de Sanok en voïvodie des Basses-Carpates.